# Монтейро, Энцо
Э́нцо Эдуа́рдо Монте́йро де Ка́стро Бесе́рра (исп. Enzo Eduardo Monteiro de Castro Becerra; род. 27 мая 2004, Санта-Крус-де-ла-Сьерра) — боливийский футболист, нападающий бразильского клуба «Сантос», выступающий на правах аренды за латвийский клуб «Ауда».

## Биография

### Клубная карьера
В детстве воспитывался в Боливии и в 11 лет присоединился к академии «Блуминга».
В 2018 году присоединился к молодёжной команде бразильского «Сантоса». В июне 2022 года подписал профессиональный контракт с клубом «Сантос» сроком на два года. Единственный матч за «Сантос» сыграл в Серии B 20 апреля 2024 года в матче против «Пайсанду» — «Сантос» выиграл матч со счётом 2:0.
3 февраля 2025 года Монтейро на правах аренды перешёл в клуб Высшей лиги Латвии «Ауда». Дебютировал в Высшей лиге 5 марта 2025 года в матче с РФШ — «Ауда» проиграла тот матч со счётом 1:2.

### Карьера в сборной
5 сентября 2024 года в рамках квалификации на чемпионат мира 2026 года в матче со сборной Венесуэлы забил первый гол за сборную Боливии — Боливия выиграла матч со счётом 4:0.

## Достижения
«Сантос»
- Чемпион Серии B (1): 2024